# Guarino Guarini
Camillo Guarino Guarini (Modena, 1624. január 17. – Milánó, 1683. március 6.) a piemonti barokk olasz építésze, Torinóban, valamint Szicíliában, Franciaországban és Portugáliában dolgozott. Theatinus pap, matematikus és író is volt.

## Építészként
Radikális barokk stílusát architectura obliqua néven ismerik.
Munkássága az olasz barokk szerkezettervezés végső vívmánya, kőben megalkotva azt, amit ma vasbetonban is alkotnak.
Guarini az olasz késő barokk vezető mestere volt Észak-Olaszországban, ahol 1666-tól dolgozott. Fő művei itt születtek. Építészként főleg Francesco Borromini hatott rá.
Úgy alaprajzi megoldásai, mint homlokzatai csapongó fantázia és lendületes forma- és vonalgazdagságáról tanúskodnak. Teljesen kerüli az egyenes, nyugodt vonalak egyhangúságát és sorsa úgy fordult, hogy tehetsége csillogtatására bőven nyílt alkalom. Torinóban a savoyai hercegek látták el munkával: a Palazzo Carignana, a San Lorenzo templom, az Accademia, a dóm királyi kápolnája dús dekoráló kedvet és ebben az olasz barokk legnagyobb pompáját mutatják.
Legfontosabb eredményei közé tartozik a Szent Lepel kápolna (Cappella della Sindone) a torinói katedrálisban, a Carignano-palota és a San Lorenzo-templom. Mindhárom Torinóban található.

### Építészeti művei
- Somaschi Atyák temploma (Messina, megépítetlen projekt)
- A Santissima Annunziata homlokzata és a szomszédos Theatine palota (Messina, az 1908-as földrengésben elpusztult)
- Sainte-Anne-la-Royale (1662-ben épült, 1823-ban elpusztult)
- Santa Maria della Divina Providenca (Lisszabon, az 1755-ös földrengésben pusztult)
- San Filippo Neri (Juvarra fejezte be)
- Colegio dei Nobili (1678, Torino)
- Lepel-kápolna a torinói katedrálisban (1668–94)
- San Lorenzo királyi templom (1668–87, Torino)
- Racconigi kastély (1676–84, Racconigi)
- Palazzo Carignano (1679–1685, Torino)
- Santuario della Consolata (később mások által helyreállított)

### Képek

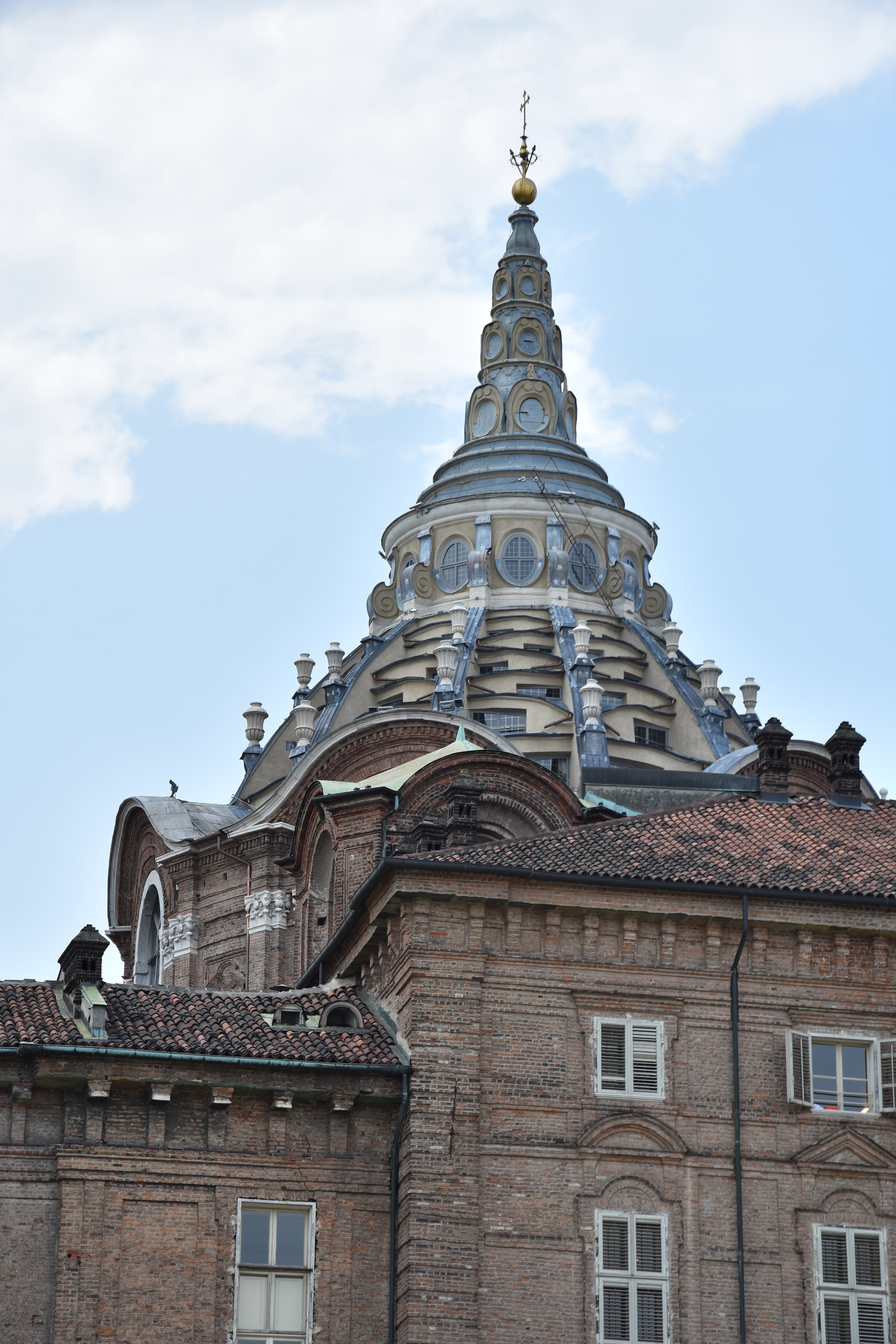
A torinói katedrális Sacra Sindone (Szent Lepel) kápolnája
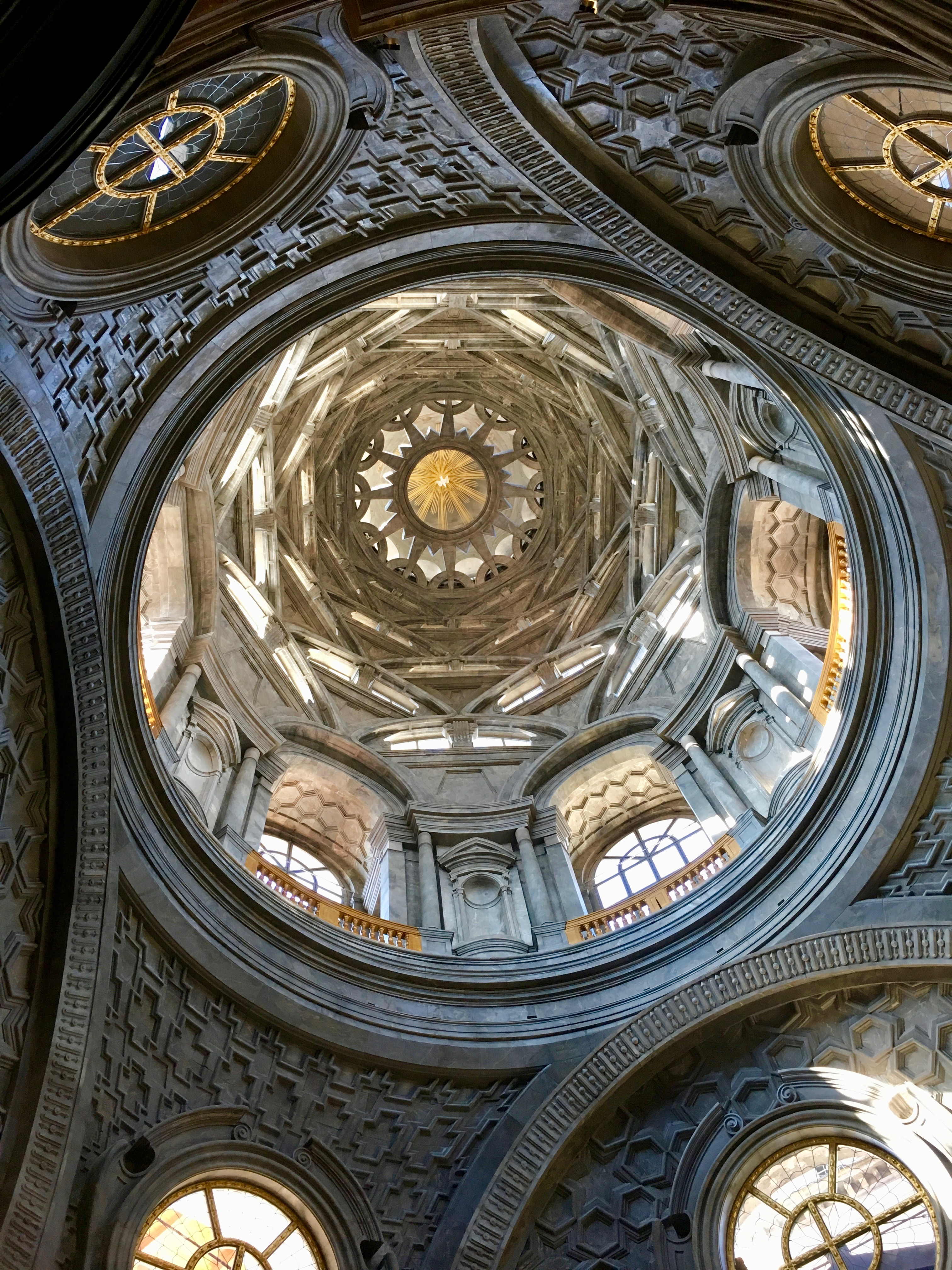
A Sacra Sindone (Szt. Lepel) kápolna. Kupola alatti tér
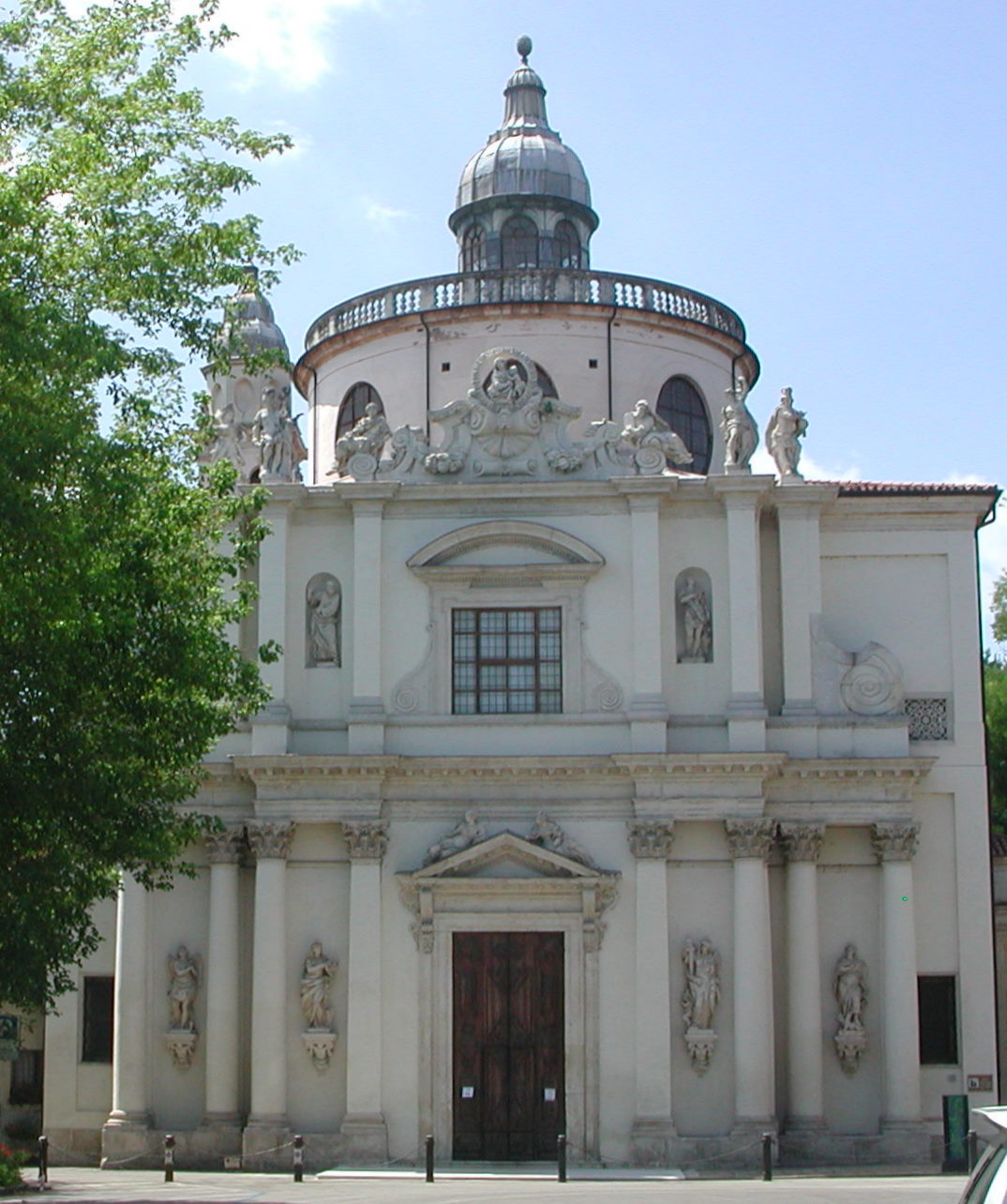
Aracoeli Santa Maria-templom. 1743. Vicenza
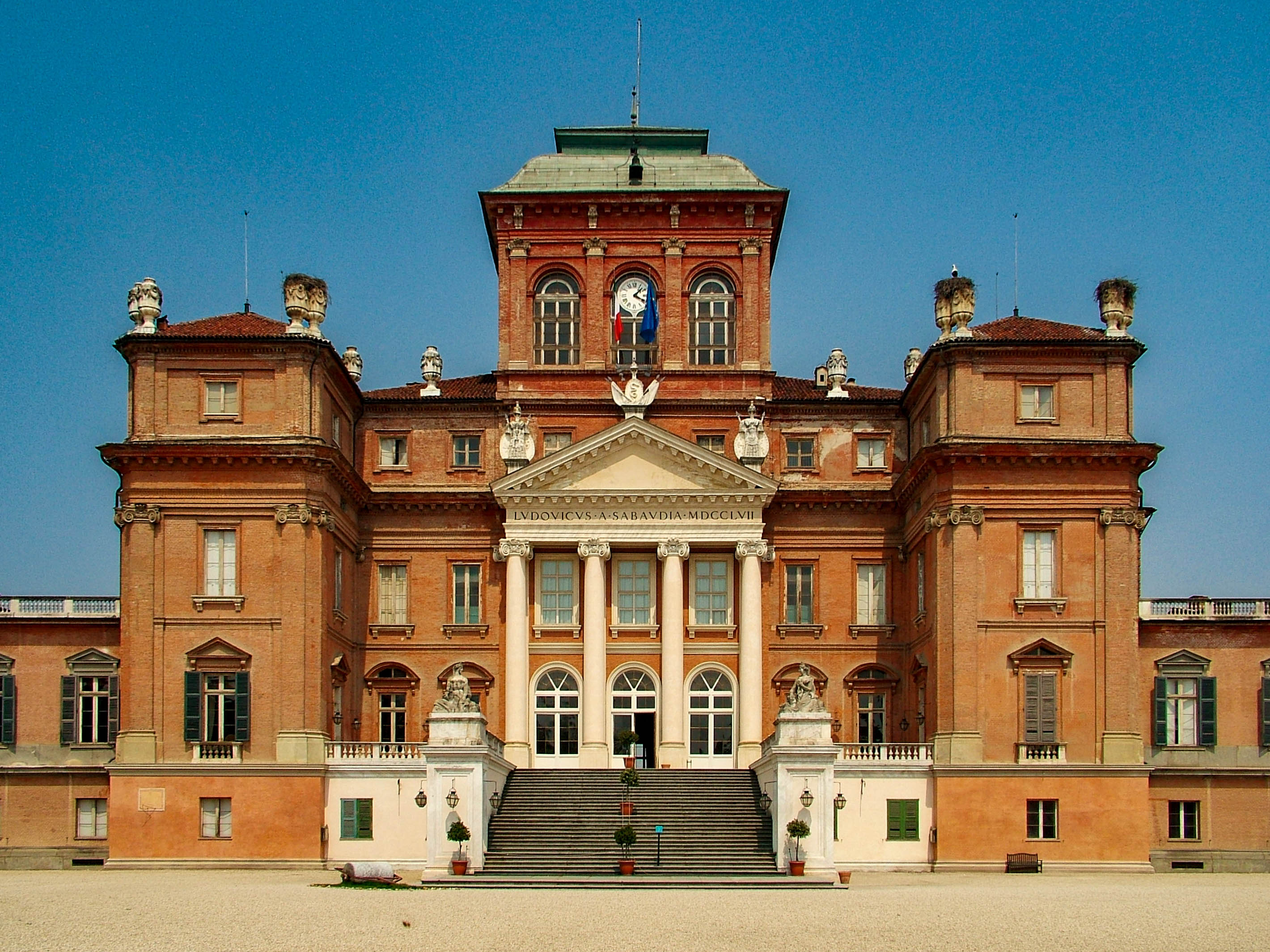
Castello Racconigi (bővítés és részleges átépítés után). 1678. Piemont
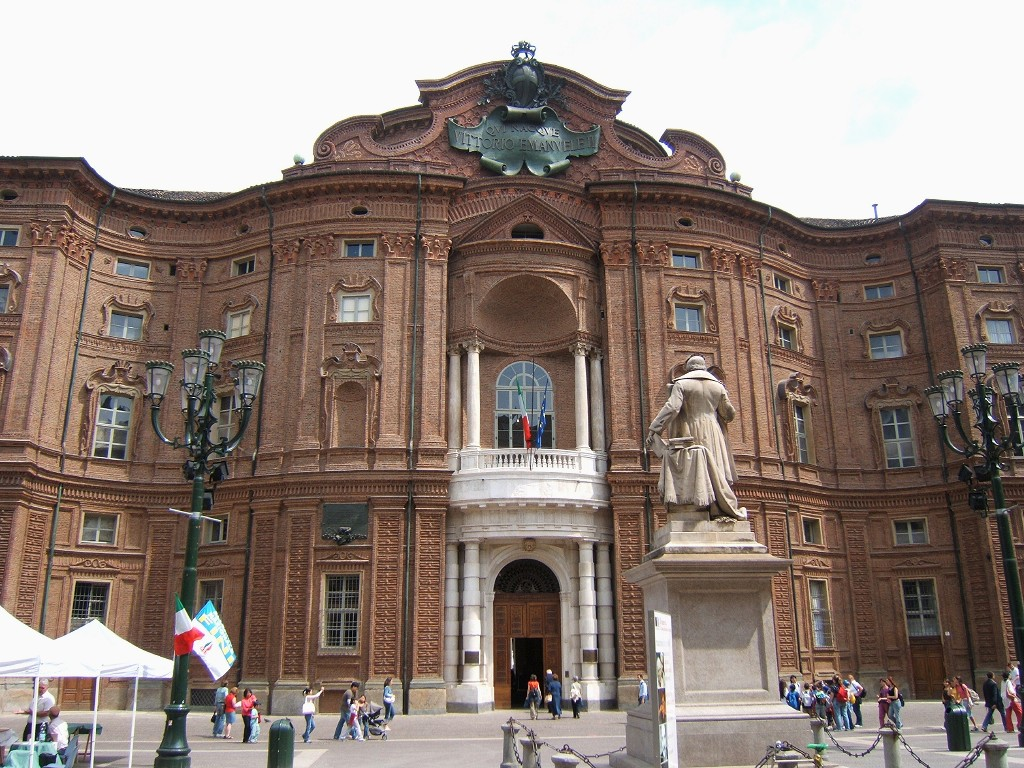
Palazzo Carignano homlokzata. 1679–1685. Torino
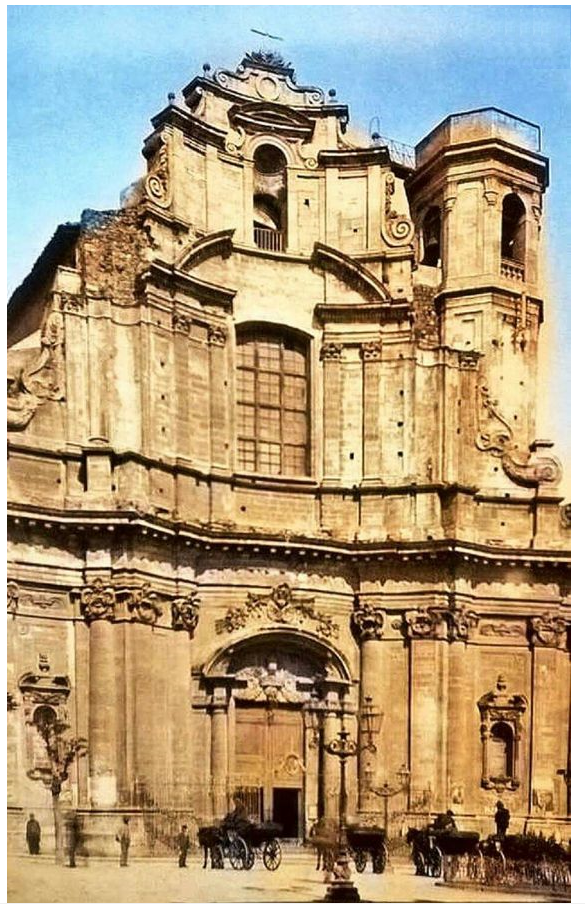
A Santissima Annunziata (Szent Angyali üdvözlet) templom. 1660. Messina (az 1908-as földrengés elpusztította)
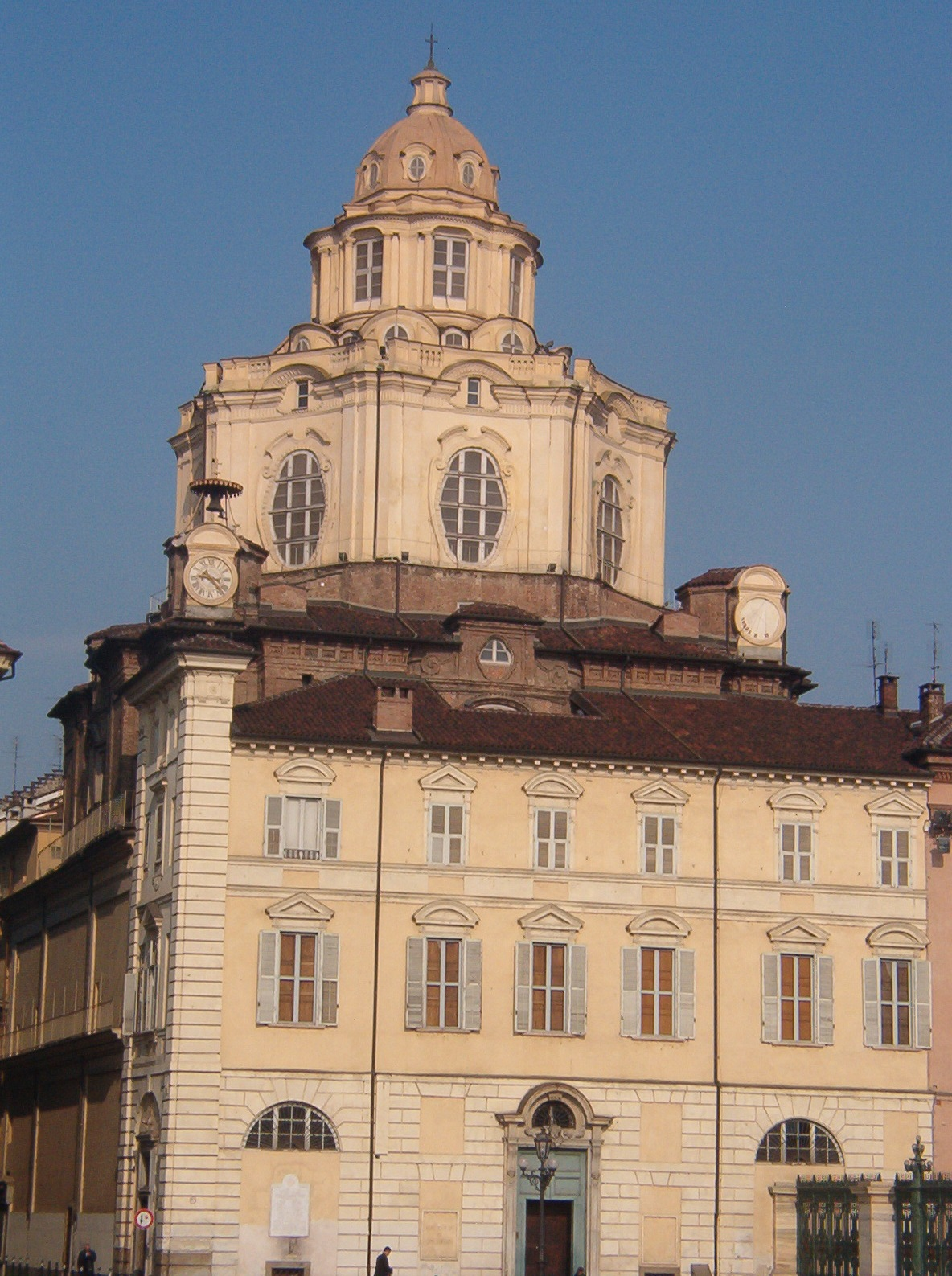
San Lorenzo templom. 1668–1687. Torino
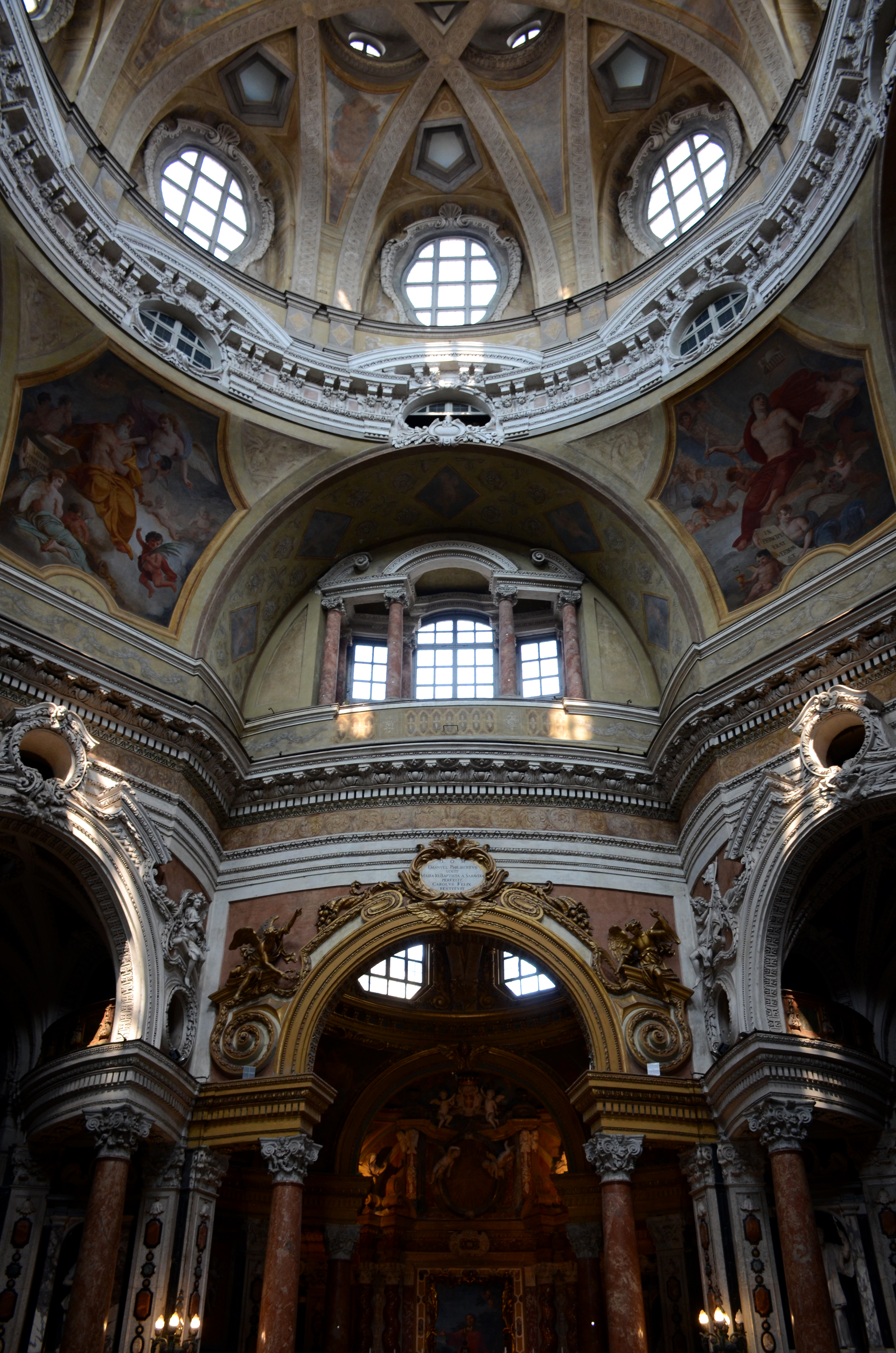
San Lorenzo templom
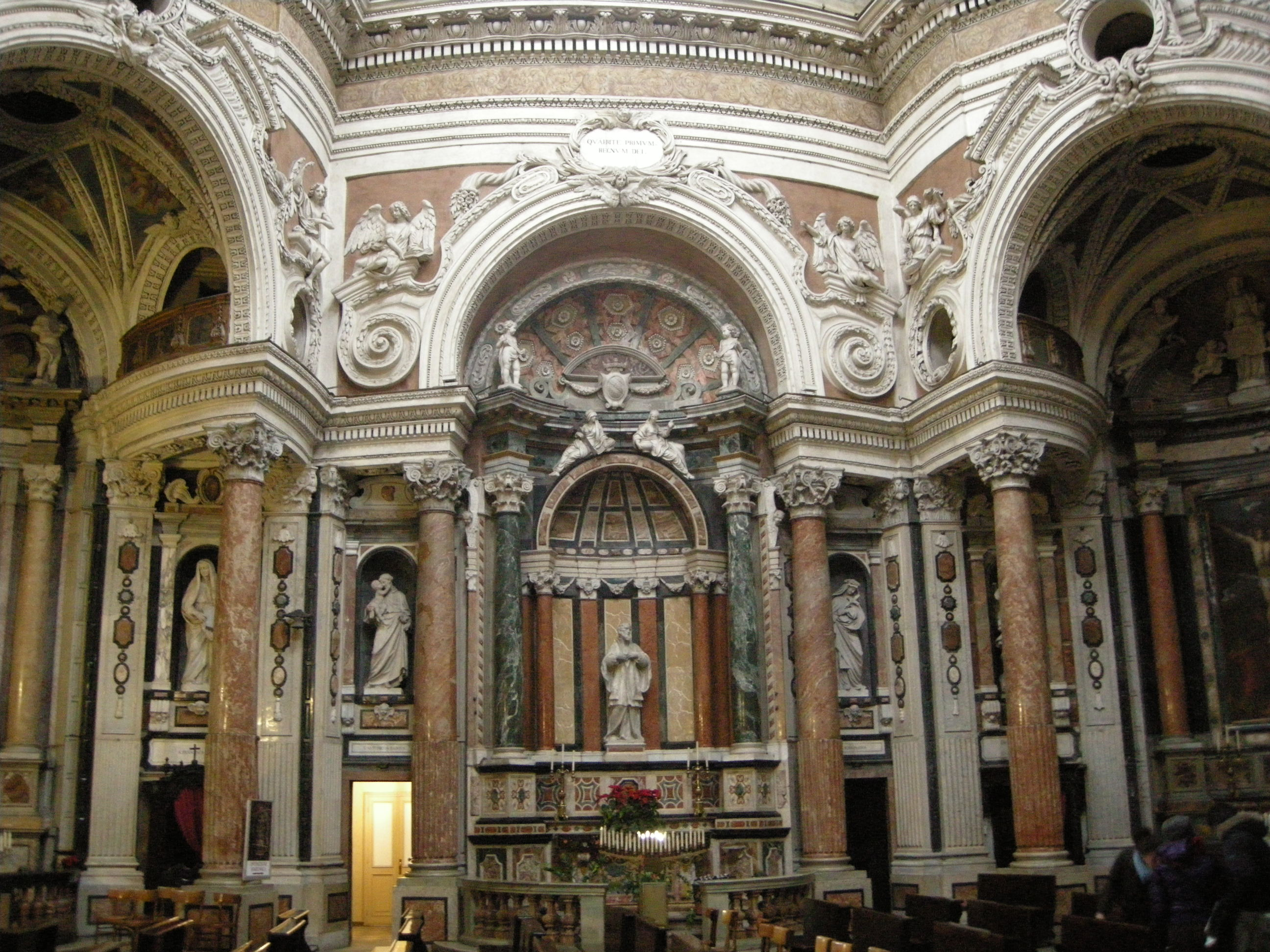
Belső
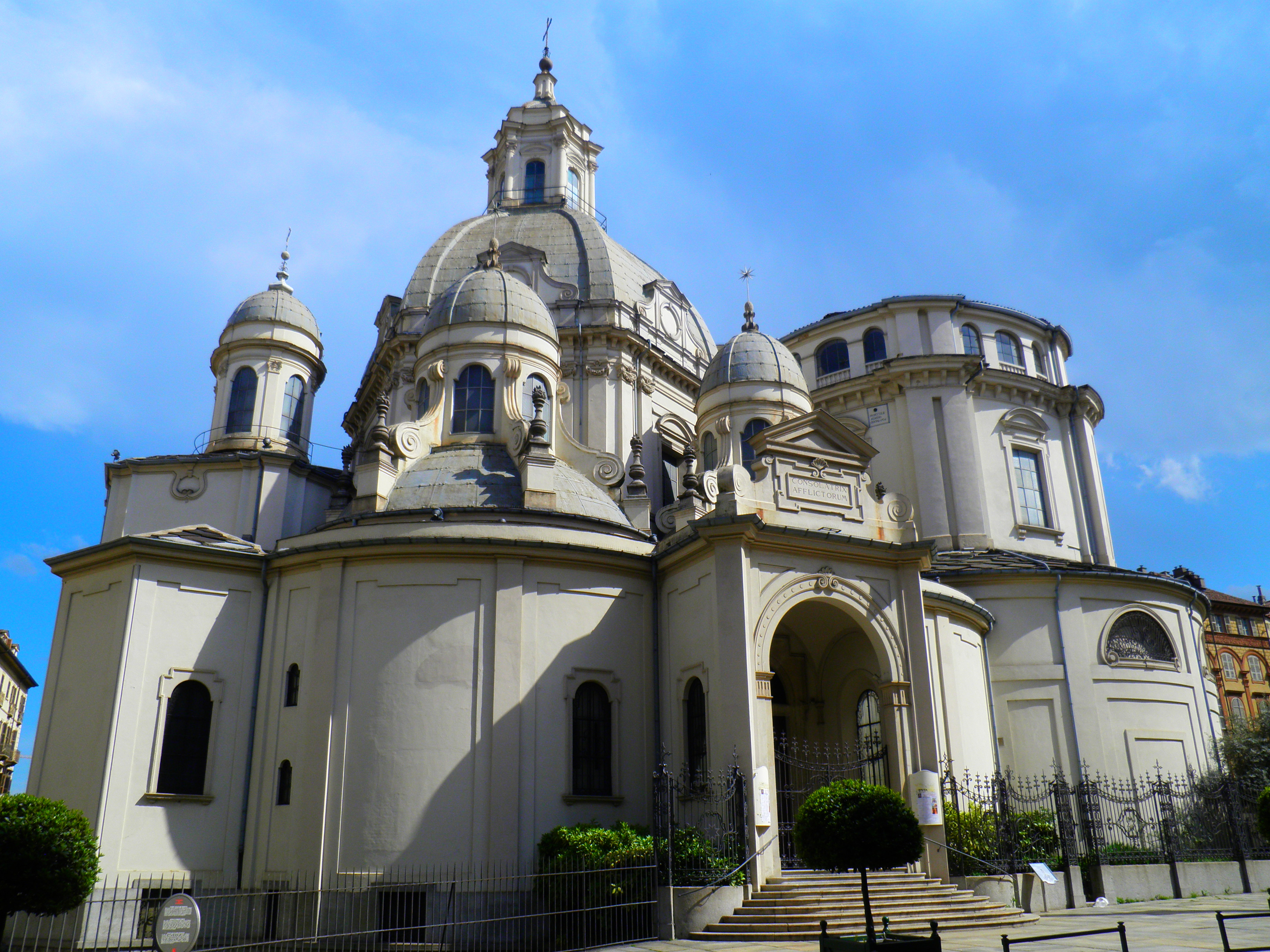
Santuario della Consolata (Vigasztaló Szűzanya temploma). 1678. Torino

## Publikációi
A világi építészetet rendszerbe foglaló műve, az Architettura civile az olasz barokk legfontosabb építészelméleti kiadványa.
- La Pietà trionfante, tragi-comedia morale (olasz nyelven). Messina: Giacomo Mattei (1660)
- Placita philosophica (latin nyelven). Paris: Denys Thierry (1665)
- Euclides adauctus et methodicus mathematicaque universalis (latin nyelven). Turin: typis B. Zapatae (1671)
- Modo di misurare le fabbriche (olasz nyelven). Turin: Eredi Gianelli (1674)
- Compendio della sfera celeste (olasz nyelven). Turin: Giorgio Colonna (1675)
- Trattato di fortificazione, ibid., 1676, in-4°.
- Leges temporum, et planetarum quibus civilis, et astronomici temporis lapsus primi mobilis, et errantium decursus ordinantur atque in tabulas digeruntur ad longitudinem Taurinensem gr. 30.46' et latitudinem gr. 44.49' (latin nyelven). Turin: eredi Carlo Giannelli (1678)
- Cœlestis mathematicæ pars Ia et IIa (latin nyelven). Milan: ex typographia Ludovici Montiae (1683)
- Disegni d'architettura civile, et ecclesiastica (olasz nyelven). Turin: Eredi Gianelli (1686)
- Architettura civile divisa in cinque trattati, opera postuma, 2 vols., Turin, 1737.